# Fajsz
Fajsz, Fali, Val – wódz węgierski z dynastii Arpadów. Rządził krajem od ok. 947 do ok. 955 roku.
Był synem Jutasa, czwartego syna Arpada.
Mimo posiadanego tytułu, musiał w praktyce rządzić z dwoma wodzami: gyulą Harką lub gyulą Zomborem oraz z Bulcsú.
W latach 40. X wieku węgierscy książęta byli już coraz bardziej przekonani o konieczności przyjęcia chrztu; w związku z tym w 948 roku do Konstantynopola przybyli Bulcsú, trzeci dostojnik Węgier, oraz Tormás, stryjeczny bratanek Fajsza. Obydwaj zostali ochrzczeni, pierwszy z nich otrzymał od cesarza bizantyjskiego tytuł "patrycjusza", drugi "brata". W 953 roku chrzest przyjął gyula, zapewne Zombor.
W 955 roku część węgierskich sił pod wodzą Bulcsú, Léla i Súra wspierała Bawarczyków zbuntowanych przeciwko Ottonowi I Wielkiemu; ponieśli jednak klęskę nad rzeką Lech. Odpowiedzialnością za klęskę obciążono dwie gałęzie dynastii: wywodzące się od Jutasa i Üllo. W efekcie wielkim księciem obrano Taksonya.
Przypuszcza się, że jego potomkiem mógł być Súr.